# Hong Bo-ram
Hong Bo-ram (홍보람?; Suwon, 1º ottobre 1988) è una cestista sudcoreana.

## Carriera
Con la Corea del Sud ha disputato i Campionati mondiali del 2014.